# Belmont (hrabstwo Portage)
Belmont – miasto w Stanach Zjednoczonych, w stanie Wisconsin, w hrabstwie Portage.